# 日本クラブユースサッカー選手権 (U-18)大会
日本クラブユースサッカー選手権 (U-18)大会（にほんクラブユースせんしゅけんアンダー18たいかい）は、1977年から開催されている高校生年代のクラブユースチームのサッカー大会である。

## 概要
高校生年代のクラブユースチームの日本一を決定する大会である。同年代の大会としては他に高円宮杯U-18サッカーリーグ、Jリーグユース選手権大会がある。
毎年7月末から8月上旬にかけて開催される。1997年以降は福島県のJヴィレッジで行われ、2006年以降は予選リーグ・準々決勝はJヴィレッジで、準決勝・決勝はニッパツ三ツ沢球技場で行われるようになった。2011年以降は予選リーグ・ラウンド16・準々決勝は群馬県、準決勝以降はニッパツ三ツ沢球技場、2016年から首都圏会場が味の素フィールド西が丘(コロナ禍の2020年〜2023年は全て群馬県）で開催されている。
大会名称は第1回は「第1回ユースリーグ」、第2回から第6回は「全国クラブユースサッカー選手権大会」、第7回から第20回は「全日本クラブユースサッカー選手権大会」、第21回以降は「日本クラブユースサッカー選手権（U-18）大会」となっている。

### 主催・主管団体
- 主催：公益財団法人日本サッカー協会[1]、一般財団法人日本クラブユースサッカー連盟[1]
- 主管：関東クラブユースサッカー連盟[1]、一般社団法人群馬県サッカー協会[1]、前橋市サッカー協会[1]、公益財団法人東京都サッカー協会[1]
- 協賛：キリンホールディングス株式会社[1]、アディダス ジャパン株式会社[1]、株式会社モルテン[1]、ニチバン株式会社[1]

## 開催方式

### 本大会

#### グループリーグ
- 32チームが4チーム×8グループに分かれ、総当たり戦で行う。
- 勝利=3、引分=1、敗戦=0の勝点が与えられる。
- グループ内の順位は 1.勝点、2.得失点差、3.総得点、4.当該チーム間の対戦成績、5.抽選 の優先順位で決せられる。
- グループ間の順位は 1.勝点、2.得失点差、3.総得点、4.抽選 の優先順位で決せられる。
- 試合時間は70分（35分ハーフ）。

#### 決勝トーナメント
- 決勝トーナメントは16チームによるトーナメント戦で行われる。ただし2024年は8チームであった。
- 試合時間は80分（40分ハーフ）。同点の場合はラウンド16、準々決勝はPK戦（延長戦は行わない）。準決勝、決勝は20分（10分ハーフ）の延長戦を行う。同点の場合はPK戦により勝敗を決める。2024年は決勝戦のみ延長戦を行う予定であった。

### 特典
2010年までは、本大会の決勝進出チーム2チームは高円宮杯への出場権が与えられた。該当チームが既にプリンスリーグで出場権を得ている場合には、所属地域の次順位が繰り上がって出場権を獲得する。
2011年より高円宮杯U-18サッカーリーグが創設されたため、この特典は事実上消滅した。

## 結果
| 回 | 年度   | 優勝                     | 結果                 | 準優勝                       | 3位                                                 |
| -- | ------ | ------------------------ | -------------------- | ---------------------------- | --------------------------------------------------- |
| 1  | 1977年 | 枚方FC                   | -                    | 読売クラブ                   | 神戸FCユース                                        |
| 2  | 1978年 | 神戸FCユース             | -                    | 読売クラブ                   | 枚方FC                                              |
| 3  | 1979年 | 読売ユースA              | -                    | 神戸FCユース                 | 枚方FC                                              |
| 4  | 1980年 | 三菱養和SC 読売ユースA   | -                    | （両チーム優勝）             | 神戸FCユース                                        |
| 5  | 1981年 | 読売ユースA              | -                    | 三菱養和SC                   | 神戸FCユース                                        |
| 6  | 1982年 | 愛知FC                   | -                    | 三菱養和SC                   | 読売ユースA                                         |
| 7  | 1983年 | 三菱養和SC               | -                    | トライスター                 | 愛知FC                                              |
| 8  | 1984年 | 枚方FC                   | -                    | 全日空横浜SC                 | 三菱養和SC 愛知FC                                   |
| 9  | 1985年 | 読売ユースA              | -                    | 枚方FC                       | 交野FC                                              |
| 10 | 1986年 | 読売ユースA              | -                    | 三菱養和SC                   | 枚方FC                                              |
| 11 | 1987年 | 日産FC                   | -                    | 三菱養和SC                   | 読売ユースA                                         |
| 12 | 1988年 | 読売ユースA              | -                    | 三菱養和SC                   | 日産FC 交野FC                                       |
| 13 | 1989年 | 読売ユース               | -                    | 三菱養和SC                   | 日産FC 安佐南FC                                     |
| 14 | 1990年 | 読売ユース               | -                    | FC町田                       | 全日空横浜SC 日産FC                                 |
| 15 | 1991年 | 読売ユース               | -                    | 枚方FC                       | 市川カネヅカSC 交野FC                               |
| 16 | 1992年 | 読売ユース               | -                    | 松下FC                       | 日立柏 日産FC                                       |
| 17 | 1993年 | 読売ユース               | -                    | 三菱養和SC                   | FC町田 名古屋グランパスエイトユース                 |
| 18 | 1994年 | 横浜マリノス             | -                    | セレッソ大阪                 | 読売ユース ベルマーレ平塚ユース                     |
| 19 | 1995年 | 日産FC横浜マリノス       | -                    | パナソニックガンバ大阪       | セレッソ大阪ユース 三菱養和SC                       |
| 20 | 1996年 | セレッソ大阪ユース       | -                    | 横浜マリノスユース           | 交野FC ジェフユナイテッド市原ユース                 |
| 21 | 1997年 | 浦和レッズユース         | -                    | 鹿島アントラーズユース       | セレッソ大阪U-18 ガンバ大阪ユース                   |
| 22 | 1998年 | ガンバ大阪ユース         | -                    | ジェフユナイテッド市原ユース | 柏レイソルユース ジュビロ磐田ユース                 |
| 23 | 1999年 | ジュビロ磐田ユース       | 2 - 1                | ベルマーレ平塚ユース         | 清水エスパルスユース 京都パープルサンガユース       |
| 24 | 2000年 | 横浜F・マリノスユース    | 2 - 0                | 京都パープルサンガユース     | 浦和レッズユース 柏レイソルユース                   |
| 25 | 2001年 | FC東京U-18               | 2 - 0                | コンサドーレ札幌U-18         | 京都パープルサンガユース サンフレッチェ広島ユース   |
| 26 | 2002年 | 清水エスパルスユース     | 1 - 0                | 浦和レッズユース             | 名古屋グランパスエイトユース コンサドーレ札幌U-18   |
| 27 | 2003年 | サンフレッチェ広島ユース | 3 - 0                | 浦和レッズユース             | 横浜F・マリノスユース 清水エスパルスユース          |
| 28 | 2004年 | サンフレッチェ広島ユース | 4 - 1                | ジュビロ磐田ユース           | 浦和レッズユース 鹿島アントラーズユース             |
| 29 | 2005年 | ヴェルディユース         | 1 - 0                | 横浜F・マリノスユース        | ガンバ大阪ユース 大宮アルディージャユース           |
| 30 | 2006年 | ガンバ大阪ユース         | 1 - 0                | ヴェルディユース             | 柏レイソルU-18 FC東京U-18                           |
| 31 | 2007年 | ガンバ大阪ユース         | 4 - 2                | ジュビロ磐田ユース           | サンフレッチェ広島ユース ジェフユナイテッド千葉U-18 |
| 32 | 2008年 | FC東京U-18               | 1 - 0                | 柏レイソルU-18               | 東京ヴェルディユース ガンバ大阪ユース               |
| 33 | 2009年 | セレッソ大阪U-18         | 1 - 0 aet            | FC東京U-18                   | 京都サンガF.C.U-18 アルビレックス新潟ユース         |
| 34 | 2010年 | 東京ヴェルディユース     | 2 - 1 aet            | 柏レイソルU-18               | 横浜F・マリノスユース 名古屋グランパスU-18          |
| 35 | 2011年 | 東京ヴェルディユース     | 1 - 0                | ヴィッセル神戸U-18           | 柏レイソルU-18 名古屋グランパスU-18                 |
| 36 | 2012年 | 柏レイソルU-18           | 3 - 2                | 横浜F・マリノスユース        | 京都サンガF.C.U-18 サンフレッチェ広島ユース         |
| 37 | 2013年 | 横浜F・マリノスユース    | 4 - 1 aet            | サンフレッチェ広島ユース     | 清水エスパルスユース ガンバ大阪ユース               |
| 38 | 2014年 | 三菱養和SCユース         | 1 - 0                | FC東京U-18                   | JFAアカデミー福島U-18 コンサドーレ札幌U-18          |
| 39 | 2015年 | 横浜F・マリノスユース    | 5 - 3                | 大宮アルディージャU-18       | ベガルタ仙台ユース ジェフユナイテッド千葉U-18       |
| 40 | 2016年 | FC東京U-18               | 2 - 0                | 清水エスパルスユース         | 川崎フロンターレU-18 ヴィッセル神戸U-18             |
| 41 | 2017年 | FC東京U-18               | 2 - 0                | 浦和レッズユース             | 川崎フロンターレU-18 モンテディオ山形ユース         |
| 42 | 2018年 | 清水エスパルスユース     | 2 - 0                | 大宮アルディージャユース     | サンフレッチェ広島ユース アビスパ福岡U-18           |
| 43 | 2019年 | 名古屋グランパスU-18     | 3 - 1                | サガン鳥栖U-18               | 京都サンガF.C.U-18 横浜F・マリノスユース            |
| 44 | 2020年 | サガン鳥栖U-18           | 3 - 2                | FC東京U-18                   | 大宮アルディージャU18 鹿島アントラーズユース        |
| 45 | 2021年 | 名古屋グランパスU-18     | 2 - 0                | 北海道コンサドーレ札幌U-18   | 鹿島アントラーズユース 浦和レッズユース             |
| 46 | 2022年 | セレッソ大阪U-18         | 3 - 1 aet            | 横浜F・マリノスユース        | 柏レイソルU-18 横浜FCユース                         |
| 47 | 2023年 | ガンバ大阪ユース         | 3 - 3 aet (PK 5 - 4) | FC東京U-18                   | 清水エスパルスユース ファジアーノ岡山U-18           |
| 48 | 2024年 | ガンバ大阪ユース         | 3 - 2                | 川崎フロンターレU-18         | アビスパ福岡U-18 名古屋グランパスU-18               |
| 49 | 2025年 | 鹿島アントラーズユース   | 3-0                  | ベガルタ仙台ユース           | FC東京U-18 名古屋グランパスU-18                     |

## チーム別成績
| チーム名                   | 優 | 準 | 優勝年度                                                               | 準優勝年度                         |
| -------------------------- | -- | -- | ---------------------------------------------------------------------- | ---------------------------------- |
| 東京ヴェルディユース       | 14 | 3  | 1979,1980,1981,1985,1986,1988,1989,1990,1991,1992, 1993,2005,2010,2011 | 1977,1978,2006                     |
| 横浜F・マリノスユース      | 6  | 4  | 1987,1994,1995,2000,2013,2015                                          | 1996,2005,2012,2022                |
| ガンバ大阪ユース           | 5  | 2  | 1998,2006,2007,2023,2024                                               | 1992,1995                          |
| FC東京U-18                 | 4  | 4  | 2001,2008,2016,2017                                                    | 2009,2014,2020,2023                |
| 三菱養和SCユース           | 3  | 7  | 1980,1983,2014                                                         | 1981,1982,1986,1987,1988,1989,1993 |
| セレッソ大阪U-18           | 3  | 1  | 1996,2009,2022                                                         | 1994                               |
| 枚方FC                     | 2  | 2  | 1977,1984                                                              | 1985,1991                          |
| サンフレッチェ広島ユース   | 2  | 1  | 2003,2004                                                              | 2013                               |
| 清水エスパルスユース       | 2  | 1  | 2002,2018                                                              | 2016                               |
| 名古屋グランパスU-18       | 2  | 0  | 2019,2021                                                              |                                    |
| 浦和レッズユース           | 1  | 3  | 1997                                                                   | 2002,2003,2017                     |
| ヴィッセル神戸ユース       | 1  | 2  | 1978                                                                   | 1979,2011                          |
| ジュビロ磐田ユース         | 1  | 2  | 1999                                                                   | 2004,2007                          |
| 柏レイソルU-18             | 1  | 2  | 2012                                                                   | 2008,2010                          |
| サガン鳥栖U-18             | 1  | 1  | 2020                                                                   | 2019                               |
| 鹿島アントラーズユース     | 1  | 1  | 2025                                                                   | 1997                               |
| 愛知FC                     | 1  | 0  | 1982                                                                   |                                    |
| 全日空横浜SC               | 0  | 2  |                                                                        | 1983,1984                          |
| 北海道コンサドーレ札幌U-18 | 0  | 2  |                                                                        | 2001,2021                          |
| 大宮アルディージャU-18     | 0  | 2  |                                                                        | 2015,2018                          |
| FC町田ゼルビアユース       | 0  | 1  |                                                                        | 1990                               |
| ジェフユナイテッド千葉U-18 | 0  | 1  |                                                                        | 1998                               |
| 湘南ベルマーレユース       | 0  | 1  |                                                                        | 1999                               |
| 京都サンガF.C.U-18         | 0  | 1  |                                                                        | 2000                               |
| 川崎フロンターレU-18       | 0  | 1  |                                                                        | 2024                               |
| ベガルタ仙台ユース         | 0  | 1  |                                                                        | 2025                               |

## 表彰
| 年度 | MVP                                | MIP                                      | 得点王 | FP賞                 |
| ---- | ---------------------------------- | ---------------------------------------- | --- | -------------------- |
| 2001 | 馬場憂太（FC東京U-18）             | 新居辰基（コンサドーレ札幌ユースU-18）   | 新居辰基（コンサドーレ札幌ユースU-18） |                      |
| 2002 |                                    |                                          | |                      |
| 2003 | 田坂祐介（広島ユース）             |                                          | |                      |
| 2004 | 前田俊介（広島ユース）             |                                          | 前田俊介（広島ユース） |                      |
| 2005 | 喜山康平（ヴェルディユース）       | 奈良輪雄太（横浜F・マリノスユース）      | 星原健太（ガンバ大阪ユース） |                      |
| 2006 | 倉田秋（ガンバ大阪ユース）         | エルサムニー・オサマ（ヴェルディユース） | 木村勝太（横浜F・マリノスユース） |                      |
| 2007 | 安田晃大（ガンバ大阪ユース）       | 山本康裕（ジュビロ磐田ユース）           | 押谷祐樹（ジュビロ磐田ユース） |                      |
| 2008 | 三田啓貴（FC東京U-18）             | 仙石廉（柏レイソルU-18）                 | 重松健太郎（FC東京U-18） 工藤壮人（柏レイソルU-18） |                      |
| 2009 | 杉本健勇（セレッソ大阪U-18）       | 平出涼（FC東京U-18）                     | 関原凌河（横浜F・マリノスユース） 松本翔（横浜F・マリノスユース） |                      |
| 2010 | 小林祐希（東京ヴェルディユース）   | 相馬大士（柏レイソルU-18）               | 金村賢志郎（愛媛FCユース） |                      |
| 2011 | 杉本竜士（東京ヴェルディユース）   | 仲島義貴（ヴィッセル神戸U-18）           | 南秀仁（東京ヴェルディユース） 平久将土（柏レイソルU-18） 木下康介（横浜FCユース） 高原幹（名古屋グランパスU-18）                                                                |                      |
| 2012 | 秋野央樹（柏レイソルU-18）         | 喜田拓也（横浜F・マリノスユース）        | 木下康介（横浜FCユース） |                      |
| 2013 | 汰木康也（横浜F・マリノスユース）  | 野口翼（サンフレッチェ広島ユース）       | 北川航也（清水エスパルスユース） |                      |
| 2014 | 下田悠哉（三菱養和SCユース）       | 蓮川雄大（FC東京U-18）                   | 蓮川雄大（FC東京U-18） ディサロ燦シルヴァーノ（三菱養和SCユース） |                      |
| 2015 | 遠藤渓太（横浜F･マリノスユース）   | 松崎快（大宮アルディージャユース）       | 遠藤渓太（横浜F･マリノスユース） |                      |
| 2016 | 半谷陽介（FC東京U-18）             | 立田悠悟（清水エスパルスユース）         | 小柏剛（大宮アルディージャユース） 滝裕太（清水エスパルスユース） 久保建英（FC東京U-18）                                                                                         |                      |
| 2017 | 小林幹（FC東京U-18）               | 橋岡大樹（浦和レッズユース）             | 原大智（FC東京U-18） 池田匠吾（ガンバ大阪ユース） |                      |
| 2018 | 梅田透吾（清水エスパルスユース）   | 吉永昇偉（大宮アルディージャユース）     | 吉永昇偉（大宮アルディージャユース） |                      |
| 2019 | 牛澤健（名古屋グランパスU-18）     | 本田風智（サガン鳥栖U-18）               | 倍井謙（名古屋グランパスU-18） |                      |
| 2020 | 永田倖大（サガン鳥栖U-18）         | 常盤亨太（FC東京U-18）                   | 田中禅（サガン鳥栖U-18） |                      |
| 2021 | 加藤玄（名古屋グランパスU-18）     | 砂田匠（コンサドーレ札幌U-18）           | 真鍋隼虎（名古屋グランパスU-18） |                      |
| 2022 | 川合陽（セレッソ大阪U-18）         | 内野航太郎（横浜・Fマリノスユース）      | 山本桜大（柏レイソルU-18） |                      |
| 2023 | 荒木琉偉（ガンバ大阪ユース）       | 佐藤龍之介（FC東京U-18）                 | 村木輝（ファジアーノ岡山U-18） | 清水エスパルスユース |
| 2024 | 山本天翔（ガンバ大阪ユース）       | 土屋櫂大（川崎フロンターレU-18）         | ワッドモハメドサディキ（柏レイソルU-18） 恩田裕太郎（川崎フロンターレU-18） 吉田湊海（鹿島アントラーズユース） 大西利都（名古屋グランパスU-18） 田代寛人（清水エスパルスユース） | 名古屋グランパスU-18 |
| 2025 | 平島大悟（鹿島アントラーズユース） | 渡辺航聖（ベガルタ仙台ユース）           | 吉田湊海（鹿島アントラーズユース） | 名古屋グランパスU-18 |